# Mühlhausen (Homberg)
Mühlhausen ist ein Stadtteil von Homberg (Efze) im nordhessischen Schwalm-Eder-Kreis.

## Geographie
Der Ort liegt in Nordhessen 2,5 km nordwestlich von Homberg an den nördlichen Ausläufern des Knüllgebirges an der Efze. Im Ort trifft die Landesstraße L 3224 auf die Kreisstraße K 47.

## Geschichte

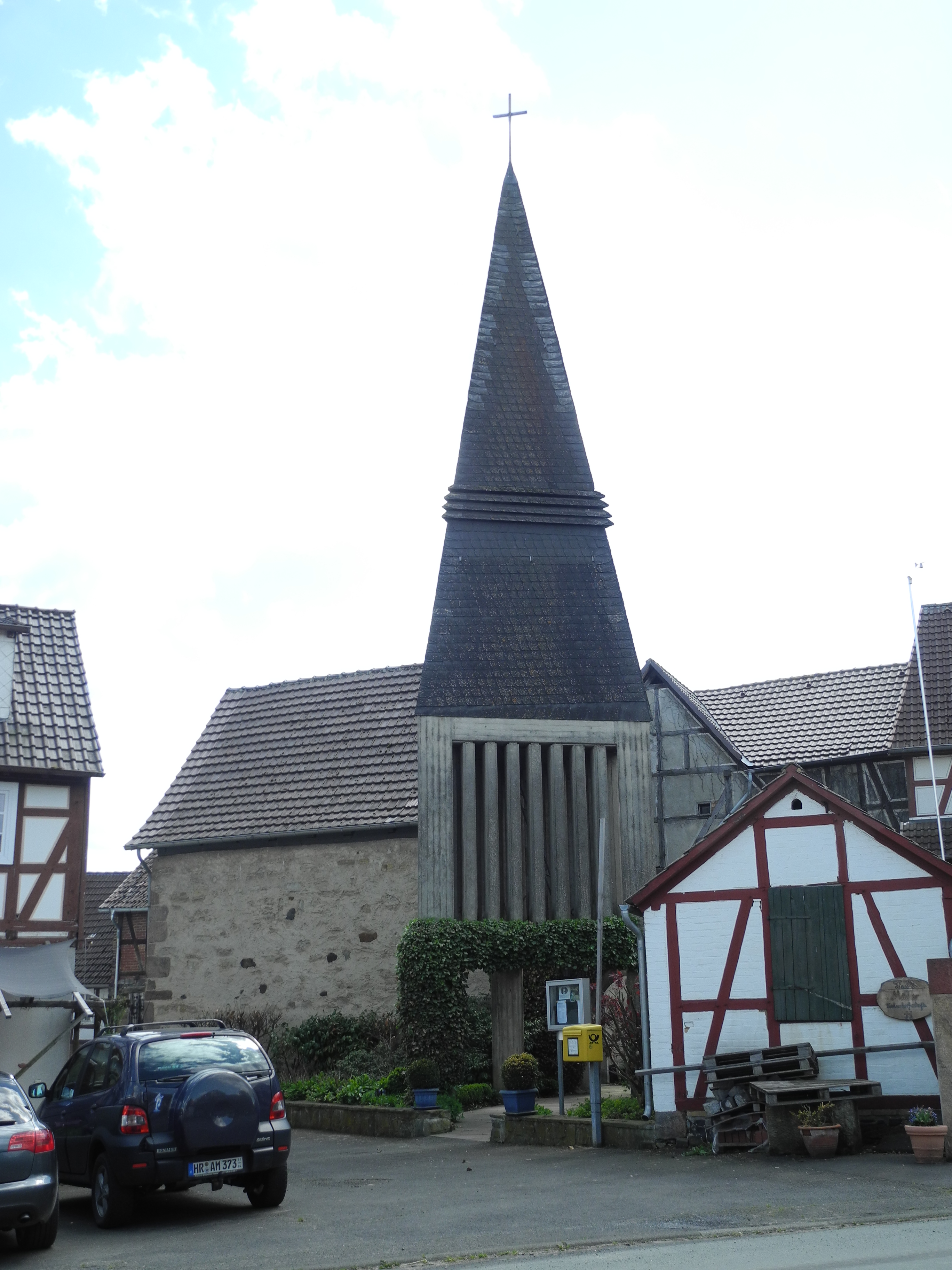
Evangelische Kirche

Die älteste bekannte schriftliche Erwähnung von Mühlhausen erfolgte im Jahr 1209 unter dem Namen Milenhusen in einem Güterverzeichnis des Fritzlarer Petersstiftes.
In weiteren historischen Dokumenten ist der Ort unter folgenden Ortsnamen belegt (in Klammern das Jahr der Erwähnung): Mielnhusen (um 1231), Milinhusin (um 1250), Mulhusin (1260), Milenhusin (1280/89), Mulhusen (1283), Mylenhusen (1314), Mellenhusen (um 1340), Milinhusen (1343), Milnhusen (1348), Millinhunsen (1357), Mylnhusen (1398), Mielnhaußen (1403), Milnhußenn (1506) und Mulnhausen (1639).
Das Dorf fiel gegen Ende des 15. Jahrhunderts wüst und wurde erst später wieder besiedelt. Um 1510 gab es im Dorf neun wehrhafte Männer und fünf Pflüge, und neun Fastnachtshühner mussten jährlich als Abgabe abgeführt werden. 1929 bekam der Ort eine evangelische Kirche.
Zum 31. Dezember 1971 wurde die bis dahin selbständige Gemeinde Mühlhausen im Zuge der Gebietsreform in Hessen als Stadtteil der Stadt Homberg, Bezirk Kassel, heute Homberg (Efze), auf freiwilliger Basis eingegliedert.
Für Mühlhausen, wie für die in der Kreisstadt Homberg (Efze) eingegliederten ehemals selbständigen Gemeinden (Stadtteile), wurden Ortsbezirke mit Ortsbeirat und Ortsvorsteher nach der Hessischen Gemeindeordnung gebildet.

## Bevölkerung
Einwohnerstruktur 2011
Nach den Erhebungen des Zensus 2011 lebten am Stichtag, dem 9. Mai 2011, in Mühlhausen 303 Einwohner. Darunter waren 3 (= 1,0 %) Ausländer.
Nach dem Lebensalter waren 54 Einwohner unter 18 Jahren, 114 zwischen 18 und 49, 66 zwischen 50 und 64 und 69 Einwohner waren älter. Die Einwohner lebten in 114 Haushalten. Davon waren 21 Singlehaushalte, 36 Paare ohne Kinder und 45 Paare mit Kindern, sowie 9 Alleinerziehende und 3 Wohngemeinschaften. In 27 Haushalten lebten ausschließlich Senioren und in 66 Haushaltungen lebten keine Senioren.
Einwohnerentwicklung
| Quelle: Historisches Ortslexikon |                                                             |
| • um 1510:                       | 9 wehrhafte Männer (5 Pflüge, 9 Fastnachtshühner)           |
| • 1537:                          | 11 Hübner, 3 Köttner, 9 Beisassen (17 landgräfliche Huben). |
| • 1575/85:                       | 20 Hausgesesse                                              |
| • 1639:                          | 5 verheiratete, 3 verwitwete Hausgesesse                    |
| • 1747:                          | 22 Hausgesesse                                              |
| • 1767:                          | 128 Einwohner                                               |

| Mühlhausen: Einwohnerzahlen von 1834 bis 2015 | Mühlhausen: Einwohnerzahlen von 1834 bis 2015 | Mühlhausen: Einwohnerzahlen von 1834 bis 2015 | Mühlhausen: Einwohnerzahlen von 1834 bis 2015 | Mühlhausen: Einwohnerzahlen von 1834 bis 2015 |
| --- | --------------------------------------------- | --------------------------------------------- | --------------------------------------------- | --------------------------------------------- |
| Jahr |                                               |                                               |                                               | Einwohner                                     |
| 1834 | 1834                                          |                                               | 196                                           | 196                                           |
| 1840 | 1840                                          |                                               | 226                                           | 226                                           |
| 1846 | 1846                                          |                                               | 236                                           | 236                                           |
| 1852 | 1852                                          |                                               | 229                                           | 229                                           |
| 1858 | 1858                                          |                                               | 206                                           | 206                                           |
| 1864 | 1864                                          |                                               | 202                                           | 202                                           |
| 1871 | 1871                                          |                                               | 216                                           | 216                                           |
| 1875 | 1875                                          |                                               | 202                                           | 202                                           |
| 1885 | 1885                                          |                                               | 215                                           | 215                                           |
| 1895 | 1895                                          |                                               | 212                                           | 212                                           |
| 1905 | 1905                                          |                                               | 282                                           | 282                                           |
| 1910 | 1910                                          |                                               | 290                                           | 290                                           |
| 1925 | 1925                                          |                                               | 288                                           | 288                                           |
| 1939 | 1939                                          |                                               | 312                                           | 312                                           |
| 1946 | 1946                                          |                                               | 523                                           | 523                                           |
| 1950 | 1950                                          |                                               | 513                                           | 513                                           |
| 1956 | 1956                                          |                                               | 412                                           | 412                                           |
| 1961 | 1961                                          |                                               | 390                                           | 390                                           |
| 1967 | 1967                                          |                                               | 382                                           | 382                                           |
| 1980 | 1980                                          |                                               | ?                                             | ?                                             |
| 1990 | 1990                                          |                                               | ?                                             | ?                                             |
| 2000 | 2000                                          |                                               | ?                                             | ?                                             |
| 2011 | 2011                                          |                                               | 303                                           | 303                                           |
| 2015 | 2015                                          |                                               | 314                                           | 314                                           |
| Datenquelle: Historisches Gemeindeverzeichnis für Hessen: Die Bevölkerung der Gemeinden 1834 bis 1967. Wiesbaden: Hessisches Statistisches Landesamt, 1968. Weitere Quellen: ; Zensus 2011; Stadt Homberg (Efze) |                                               |                                               |                                               |                                               |

 Historische Religionszugehörigkeit
| Quelle: Historisches Ortslexikon |                                                                    |
| • 1861:                          | alle Einwohner evangelisch-reformiert                              |
| • 1885:                          | 215 evangelische (= 100 %) Einwohner                               |
| • 1961:                          | 325 evangelische (= 83,33 %), 65 katholische (= 16,67 %) Einwohner |

Historische Erwerbstätigkeit
| • 1961: | Erwerbspersonen: 89 Land- und Forstwirtschaft, 67 Produzierendes Gewerbe, 15 Handel und Verkehr, 15 Dienstleistungen und Sonstiges. |

## Politik
Für Mühlhausen besteht ein Ortsbezirk (Gebiete der ehemaligen Gemeinde Mühlhausen) mit Ortsbeirat und Ortsvorsteher nach der Hessischen Gemeindeordnung. Der Ortsbeirat besteht aus sieben Mitgliedern.
Bei den Kommunalwahlen in Hessen 2021 betrug die Wahlbeteiligung zum Ortsbeirat Mühlhausen 68,83 %. Alle Kandidaten gehörten der „Freien Wählergemeinschaft Mühlhausen“ an. Der Ortsbeirat wählte Ralf Listner zum Ortsvorsteher.

## Infrastruktur
Im Ort gibt es:
- einen Spielplatz
- einen Bolzplatz mit Spielgeräten und Torwand
- ein Dorfgemeinschaftshaus
- einen Grillplatz am Dorfgemeinschaftshaus